# ТЕС Трино
ТЕС Трино — колишня теплова електростанція на північному заході Італії у регіоні П'ємонт, провінція Верчеллі. Споруджена з використанням технології комбінованого парогазового циклу.
На майданчику в Трино повинна була з'явитися друга італійська атомна електростанція. Проте після аварії на Чорнобильській АЕС у 1987 році провели референдум, котрий заборонив спорудження АЕС в Італії.
Щоб використати майданчик, тут у 1996 та 1997 роках ввели в експлуатацію два парогазові блоки. Кожен з них мав дві газові турбіни потужністю по 128 МВт, які через котли-утилізатори живили одну парову турбіну з показником 120 МВт. Паливна ефективність такої схеми становила 47 %.
Як паливо станція використовувала природний газ.
Для видалення продуктів згоряння призначались два димарі висотою по 100 метрів, встановлені всередині градирень, споруджених в межах проекту для атомної станції.
У зв'язку з розвитком відновлюваної енергетики потреби в продукції ТЕС Трино зменшились, як наслідок, у 2013 вона була закрита.